# Pilot Pen Tennis 2010 - Qualificazioni singolare femminile
Le qualificazioni del singolare femminile del Pilot Pen Tennis 2010 sono state un torneo di tennis preliminare per accedere alla fase finale della manifestazione. I vincitori dell'ultimo turno sono entrati di diritto nel tabellone principale. In caso di ritiro di uno o più giocatori aventi diritto a questi sono subentrati i lucky loser, ossia i giocatori che hanno perso nell'ultimo turno ma che avevano una classifica più alta rispetto agli altri partecipanti che avevano comunque perso nel turno finale.
Le qualificazioni del Pilot Pen Tennis  2010 prevedevano 32 partecipanti di cui 4 sono entrati nel tabellone principale.

## Teste di serie
1. Elena Vesnina (Qualificata)
2. Dominika Cibulková (ultimo turno)
3. Polona Hercog (primo turno)
4. Arantxa Parra-Santonja (primo turno)

1. Roberta Vinci (ultimo turno)
2. Anastasija Rodionova (Qualificata)
3. Magdaléna Rybáriková (primo turno)
4. Vera Duševina (ultimo turno)

## Qualificati
1. Elena Vesnina
2. Anastasija Rodionova

1. Varvara Lepchenko
2. Bethanie Mattek-Sands

## Tabellone

### Legenda
| - Q = Qualificato - WC = Wild card - LL = Lucky loser | - ALT = Alternate - SE = Special Exempt - PR = Protected Ranking | - w/o = Walkover - r = Ritirato - d = Squalificato |

### Sezione 1
|  | Primo turno           | Primo turno           | Primo turno           | Primo turno | Primo turno |  |  | Secondo turno | Secondo turno         | Secondo turno         | Secondo turno | Secondo turno |   |   | Ultimo turno | Ultimo turno  | Ultimo turno | Ultimo turno | Ultimo turno |  |
|  |                       |                       |                       |             |             |  |  |               |                       |                       |               |               |   |   |              |               |              |              |              |  |
|  | 1                     | Elena Vesnina         | 3                     | 7           | 6           |  |  |               |                       |                       |               |               |   |   |              |               |              |              |              |  |
|  |                       | Chelsey Gullickson    | 6                     | 6           | 2           |  |  | 1             | Elena Vesnina         | Elena Vesnina         | 7             | 6             |   |   |              |               |              |              |              |  |
|  | Bojana Jovanovski     | Bojana Jovanovski     | Bojana Jovanovski     | 6           | 6           |  |  |               | Bojana Jovanovski     | Bojana Jovanovski     | 63            | 2             |   |   |              |               |              |              |              |  |
|  | Zoe Gwen Scandalis    | Zoe Gwen Scandalis    | Zoe Gwen Scandalis    | 1           | 0           |  |  |               |                       |                       |               |               |   |   | 1            | Elena Vesnina | 6            | 3            | 6            |  |
|  | Jelena Kostanić Tošić | Jelena Kostanić Tošić | Jelena Kostanić Tošić | 7           | 7           |  |  |               |                       | 5                     | Roberta Vinci | 4             | 6 | 3 |              |               |              |              |              |  |
|  | CoCo Vandeweghe       | CoCo Vandeweghe       | CoCo Vandeweghe       | 5           | 5           |  |  |               | Jelena Kostanić Tošić | Jelena Kostanić Tošić | 2             | 4             |   |   |              |               |              |              |              |  |
|  | 5                     | Roberta Vinci         | 6                     | 3           | 7           |  |  | 5             | Roberta Vinci         | Roberta Vinci         | 6             | 6             |   |   |              |               |              |              |              |  |
|  |                       | Edina Gallovits       | 2                     | 6           | 62          |  |  |               |                       |                       |               |               |   |   |              |               |              |              |              |  |

### Sezione 2
|  | Primo turno     | Primo turno          | Primo turno        | Primo turno | Primo turno |  |  | Secondo turno | Secondo turno        | Secondo turno        | Secondo turno        | Secondo turno        |   |   | Ultimo turno | Ultimo turno       | Ultimo turno       | Ultimo turno | Ultimo turno |  |
|  |                 |                      |                    |             |             |  |  |               |                      |                      |                      |                      |   |   |              |                    |                    |              |              |  |
|  | 2               | Dominika Cibulková   | Dominika Cibulková | 7           | 6           |  |  |               |                      |                      |                      |                      |   |   |              |                    |                    |              |              |  |
|  |                 | Alicia Molik         | Alicia Molik       | 5           | 3           |  |  | 2             | Dominika Cibulková   | Dominika Cibulková   | 6                    | 6                    |   |   |              |                    |                    |              |              |  |
|  | Jill Craybas    | Jill Craybas         | 6                  | 62          | 6           |  |  |               | Jill Craybas         | Jill Craybas         | 1                    | 2                    |   |   |              |                    |                    |              |              |  |
|  | Katie O'brien   | Katie O'brien        | 3                  | 7           | 3           |  |  |               |                      |                      |                      |                      |   |   | 2            | Dominika Cibulková | Dominika Cibulková | 4            | 64           |  |
|  | Ayumi Morita    | Ayumi Morita         | Ayumi Morita       | 6           | 6           |  |  |               |                      | 6                    | Anastasija Rodionova | Anastasija Rodionova | 6 | 7 |              |                    |                    |              |              |  |
|  | Renata Voráčová | Renata Voráčová      | Renata Voráčová    | 2           | 2           |  |  |               | Ayumi Morita         | Ayumi Morita         | 1                    | 1                    |   |   |              |                    |                    |              |              |  |
|  | 6               | Anastasija Rodionova | 3                  | 7           | 0           |  |  | 6             | Anastasija Rodionova | Anastasija Rodionova | 6                    | 6                    |   |   |              |                    |                    |              |              |  |
|  |                 | Vania King           | 6                  | 5           | 0r          |  |  |               |                      |                      |                      |                      |   |   |              |                    |                    |              |              |  |

### Sezione 3
|  | Primo turno         | Primo turno          | Primo turno         | Primo turno | Primo turno |  |  | Secondo turno       | Secondo turno       | Secondo turno     | Secondo turno     | Secondo turno     |   |   | Ultimo turno     | Ultimo turno     | Ultimo turno     | Ultimo turno | Ultimo turno |  |
|  |                     |                      |                     |             |             |  |  |                     |                     |                   |                   |                   |   |   |                  |                  |                  |              |              |  |
|  |                     | Sorana Cîrstea       | Sorana Cîrstea      | 6           | 6           |  |  |                     |                     |                   |                   |                   |   |   |                  |                  |                  |              |              |  |
|  | 3                   | Polona Hercog        | Polona Hercog       | 2           | 4           |  |  | Sorana Cîrstea      | Sorana Cîrstea      | 6                 | 2                 | 6                 |   |   |                  |                  |                  |              |              |  |
|  | Alla Kudrjavceva    | Alla Kudrjavceva     | Alla Kudrjavceva    | 7           | 7           |  |  | Alla Kudrjavceva    | Alla Kudrjavceva    | 1                 | 6                 | 7                 |   |   |                  |                  |                  |              |              |  |
|  | Petra Martić        | Petra Martić         | Petra Martić        | 68          | 64          |  |  |                     |                     |                   |                   |                   |   |   | Alla Kudrjavceva | Alla Kudrjavceva | Alla Kudrjavceva | 4            | 4            |  |
|  | Maria-Elena Camerin | Maria-Elena Camerin  | Maria-Elena Camerin | 6           | 6           |  |  |                     |                     | Varvara Lepchenko | Varvara Lepchenko | Varvara Lepchenko | 6 | 6 |                  |                  |                  |              |              |  |
|  | Kirsten Flipkens    | Kirsten Flipkens     | Kirsten Flipkens    | 2           | 4           |  |  | Maria-Elena Camerin | Maria-Elena Camerin | 6                 | 3                 | 5                 |   |   |                  |                  |                  |              |              |  |
|  |                     | Varvara Lepchenko    | 4                   | 6           | 6           |  |  | Varvara Lepchenko   | Varvara Lepchenko   | 4                 | 6                 | 7                 |   |   |                  |                  |                  |              |              |  |
|  | 7                   | Magdaléna Rybáriková | 6                   | 1           | 3           |  |  |                     |                     |                   |                   |                   |   |   |                  |                  |                  |              |              |  |

### Sezione 4
|  | Primo turno      | Primo turno            | Primo turno            | Primo turno | Primo turno |  |  | Secondo turno         | Secondo turno         | Secondo turno         | Secondo turno | Secondo turno |   |   | Ultimo turno | Ultimo turno          | Ultimo turno          | Ultimo turno | Ultimo turno |  |
|  |                  |                        |                        |             |             |  |  |                       |                       |                       |               |               |   |   |              |                       |                       |              |              |  |
|  |                  | Bethanie Mattek-Sands  | Bethanie Mattek-Sands  | 6           | 6           |  |  |                       |                       |                       |               |               |   |   |              |                       |                       |              |              |  |
|  | 4                | Arantxa Parra-Santonja | Arantxa Parra-Santonja | 1           | 4           |  |  | Bethanie Mattek-Sands | Bethanie Mattek-Sands | Bethanie Mattek-Sands | 6             | 6             |   |   |              |                       |                       |              |              |  |
|  | Simona Halep     | Simona Halep           | Simona Halep           | 6           | 7           |  |  | Simona Halep          | Simona Halep          | Simona Halep          | 4             | 3             |   |   |              |                       |                       |              |              |  |
|  | Christina McHale | Christina McHale       | Christina McHale       | 3           | 5           |  |  |                       |                       |                       |               |               |   |   |              | Bethanie Mattek-Sands | Bethanie Mattek-Sands | 6            | 6            |  |
|  | Ksenija Pervak   | Ksenija Pervak         | Ksenija Pervak         | 6           | 6           |  |  |                       |                       | 8                     | Vera Duševina | Vera Duševina | 3 | 2 |              |                       |                       |              |              |  |
|  | Karolina Šprem   | Karolina Šprem         | Karolina Šprem         | 1           | 2           |  |  |                       | Ksenija Pervak        | 6                     | 1             | 0             |   |   |              |                       |                       |              |              |  |
|  | 8                | Vera Duševina          | 4                      | 6           | 6           |  |  | 8                     | Vera Duševina         | 4                     | 6             | 6             |   |   |              |                       |                       |              |              |  |
|  |                  | Gréta Arn              | 6                      | 3           | 4           |  |  |                       |                       |                       |               |               |   |   |              |                       |                       |              |              |  |